# Siemion Abuszenko
Siemion Dmitrijewicz Abuszenko (ros. Семен Дмитриевич Абушенко, ur. 1906 we wsi Iwanowka w guberni woroneskiej, zm. w Listopadie 1959) – funkcjonariusz radzieckich organów bezpieczeństwa, pułkownik, ludowy komisarz spraw wewnętrznych Kirgiskiej SRR (1939-1941), ludowy komisarz bezpieczeństwa państwowego Kirgiskiej SRR (1941).

## Życiorys
Urodzony w rosyjskiej rodzinie chłopskiej. W 1916 skończył szkołę wiejską w rodzinnej wsi, później przez 7 lat był robotnikiem rolnym, następnie pomocnikiem kowala i kowalem, 1922-1932 członek Komsomołu pracownik ekonomiczny gminnego komitetu Komsomołu, od maja 1928 w WKP(b). Od maja 1930 do września 1933 i ponownie od sierpnia 1934 do kwietnia 1935 studiował w Moskiewskim Instytucie Górniczym, później był inżynierem elektrycznym i monterem w Woroneżu, od listopada 1937 do maja 1938 zastępca głównego inżyniera trustu w Woroneżu, od maja 1938 do stycznia 1939 sekretarz fabrycznego komitetu partyjnego w fabryce im. Lenina w Woroneżu. Później wstąpił do NKWD, od 21 lutego 1939 kapitan bezpieczeństwa państwowego, od 5 marca 1939 do 26 lutego 1941 ludowy komisarz spraw wewnętrznych Kirgiskiej SRR, od 26 lutego do 31 lipca 1941 ludowy komisarz bezpieczeństwa państwowego Kirgiskiej SRR, 27 marca 1941 awansowany na majora bezpieczeństwa państwowego. Od sierpnia 1941 do maja 1942 zastępca szefa Zarządu Budownictwa Obronnego NKWD Frontu Północnego, od maja 1942 do lipca 1942 zastępca szefa Wydziału Specjalnego NKWD 43 Armii, od 14 lutego 1943 pułkownik bezpieczeństwa państwowego, od maja 1943 do maja 1946 zastępca szefa Wydziału Kontrwywiadu Smiersz 3 Armii Uderzeniowej, później pracował w instytucjach przemysłu węglowego ZSRR.

## Odznaczenia
- Order Czerwonego Sztandaru
- Order Czerwonego Sztandaru Pracy (31 stycznia 1941)
- Order Wojny Ojczyźnianej I klasy
- Order Czerwonej Gwiazdy
- Order „Znak Honoru” (26 kwietnia 1940)